# Publier
Publier – miejscowość i gmina we Francji, w regionie Owernia-Rodan-Alpy, w departamencie Górna Sabaudia.
Według danych na rok 1990 gminę zamieszkiwały 4312 osoby, a gęstość zaludnienia wynosiła 483 osoby/km² (wśród 2880 gmin regionu Rodan-Alpy Publier plasuje się na 196. miejscu pod względem liczby ludności, natomiast pod względem powierzchni na miejscu 1209.).